# Datolita
La datolita és un mineral de la classe dels silicats (nesosilicats). Jens Esmark li va donar nom el 1806 del grec dateomai (dividir) i lithos (pedra), en referència a la textura granular de les varietats massives. Pertany al grup de la gadolinita-datolita.

## Característiques
L'estructura molecular de la datolita consisteix en fulls d'anells de quatre o vuit baules units per la vora, alternat tetraedres de (HBO₄) i (SiO₄), el que la classifica com un filo-bor-silicat. No conté cap ió hidròxid aïllat, és un nesosilicat de calci i bor. Està molt relacionada amb la bakerita i la shimazakiita.
A més dels elements que componen la seva cel·la unitat, sol portar nombroses impureses que li donen moltes tonalitats de color, entre les quals destaquen: manganès, magnesi, alumini i ferro.
Segons la classificació de Nickel-Strunz, la datolita pertany a «09.AJ: Estructures de nesosilicats (tetraedres aïllats), amb triangles de BO₃ i/o B[4], tetraèdres de Be[4], compartint vèrtex amb SiO₄» juntament amb els següents minerals: grandidierita, ominelita, dumortierita, holtita, magnesiodumortierita, garrelsita, bakerita, gadolinita-(Ce), gadolinita-(Y), hingganita-(Ce), hingganita-(Y), hingganita-(Yb), homilita, melanocerita-(Ce), minasgeraisita-(Y), calcibeborosilita-(Y), stillwellita-(Ce), cappelenita-(Y), okanoganita-(Y), vicanita-(Ce), hundholmenita-(Y), proshchenkoita-(Y) i jadarita.

## Formació i jaciments
És un mineral relativament abundant, que pot aparèixer com a mineral secundari en roques ígnies de tipus màfic. També se li pot trobar en geodes de roques sedimentàries, serpentinites, esquists o en filons. Sol aparèixer associat a altres minerals, com els minerals del grup de les zeolites, minerals granats, prehnita, danburita, calcita o minerals del grup de l'axinita.

## Varietats
La botriolita és una varietat de datolita que es troba de forma botrioide. Va ser anomenada així per Named in 1808 by Johann Friedrich Ludwig Hausmann l'any 1808 del grec βοτρυξ (raïm) en al·lusió a la seva estructura. Ha sigut trobada a Aust-Agder (Noruega) i a Massachusetts i Nova Jersey (Estats Units).